# 小島樂隊
小島樂隊，是香港1980年代一隊流行音樂樂隊。

## 概述
小島樂隊成立於1985年，第一代成員包括黎允文、區新明（當時是商業二台DJ）和黃守發，是掀起1980年代中後期香港樂隊熱潮的主要力量之一，代表作有《小島傳說》、《她的心》（當時首支打入中文金曲龍虎榜的流行樂隊作品:28,71）等。其中區新明曲詞都有創作，黎允文主要負責音樂，而黃守發則填了數首詞。
在出版專輯《黎明》後，三人因意見不合拆夥，區新明與崔炎德另組凡風，而黎允文則與鄧惠欣和何日君重組小島樂隊，是為第二代:31-32。第二代小島壽命亦甚短，創作方面雖引入不同外援參與，如填詞人卡龍的《凍結的印》及《牆》、填詞人劉卓輝的《等車漢子》及《苦戀》、浮世繪的梁翹柏創作的《Blue Summer》及《再會抱擁》、Beyond的黃家駒作曲的《又是黃昏》等:32，但整體水平被認為不及第一代，較具代表性的歌曲包括《凍結的印》及《畫匠》。
小島樂隊的部分經典曲目：小島傳說、她的心、種子。鄧惠欣後來在香港教育大學擔任「國際教育與終身學習學系兼任助理教授」，仲有唱民歌/聖詩。第三代加入孫偉明（長期於幕後工作，包括陳奕迅《What's Going On》）、岑德衛（前浮世繪成員）；第四代黎允文改名Island一人樂隊，92年推出一張唱片。 黎允文後做電影配樂和舞台劇音樂總監。

## 專輯
- 《島》(1985年)[1]
- 《小島》(1986年)[1]
- 《種籽》(1986年)[1]
- 《黎明》(1986年)[1][2]:17
- 《畫匠》(1986年)[1][2]:17